# Cell (filme)
Cell (Cell: Chamada Para a Morte (título em Portugal) ou Conexão Mortal (título no Brasil)) é um filme estadunidense de ficção científica e terror baseado no livro de Stephen King de mesmo nome. O filme é dirigido por Tod Williams e escrito por Adam Alleca. O filme é estrelado por John Cusack, Samuel L. Jackson e Isabelle Fuhrman. O filme foi lançado em 10 de junho de 2016, como vídeo sob demanda, para um lançamento limitado previsto para 8 de julho de 2016.
Cell é a segunda adaptação cinematográfica de uma história de Stephen King a co-estrelar Cusak e Jackson desde 1408.

## Sinopse
Clay Riddell (John Cusack), um artista da Nova Inglaterra, testemunha um estranho fenômeno: uma transmissão de um sinal misterioso através da rede mundial de celulares que transforma a maioria dos seres humanos em ferozes animais irracionais. Agora, ele e alguns sobreviventes devem encontrar e parar "o pulso" e a pessoa que o controla, além de encontrar o seu filho, antes que seja tarde demais.

## Elenco
- John Cusack como Clay Riddell
- Samuel L. Jackson como Tom McCourt
- Isabelle Fuhrman como Alice Maxwell
- Owen Teague como Jordan
- Stacy Keach como Charles Ardai
- Wilbur Fitzgerald como Geoff
- Alex ter Avest como Chloe
- Catherine Dyer como Sally
- E. Roger Mitchell como Roscoe

## Produção
John Cusack foi o primeiro ator a ser anunciado como parte do elenco em outubro de 2012. Samuel L. Jackson se juntou ao elenco em novembro de 2013. A contratação de Isabelle Fuhrman foi anunciada em 5 fevereiro de 2014. No dia seguinte, Stacy Keach também se juntou ao elenco do filme.
As filmagens ocorreram em dezembro de 2014 durante 25 dias em Atlanta, Geórgia.

## Lançamento
Em fevereiro de 2015, os produtores do filme anunciaram que a Clarius Entertainment tinha adquirido os direitos de distribuição. Eventualmente a empresa, atualmente renomeada como Aviron Pictures, desistiu do filme. Algum tempo depois, a Saban Films adquiriu os direitos de distribuição para o filme. O longa quase chegou a receber sua estreia mundial no FrightFest como parte do Festival de Cinema de Glasgow, mas acabou sendo substituído no último minuto por Pandemic. O filme foi lançado em 10 de julho de 2016, como vídeo sob demanda, antes da abertura em um lançamento limitado no dia 8 de julho de 2016.